# Куленджи
Куленджи́ (перс. قولنجی‎) — населённый пункт сельского типа на северо-западе Ирана, в провинции Западный Азербайджан. Входит в состав шахрестана Урмия.

## География
Населённый пункт находится в центральной части Западного Азербайджана, западнее озера Урмия, на высоте 1 381 метра над уровнем моря.

Куленджи расположен на расстоянии приблизительно 40 километров к северу от Урмии, административного центра провинции и на расстоянии 610 километров к западу-северо-западу (WNW) от Тегерана, столицы страны. Ближайший аэропорт расположен в городе Урмия.

## Население
По данным переписи 2006 года, население составляло 4 955 человек.